# Saudiarabien i olympiska spelen
Saudiarabien deltog första gången vid olympiska sommarspelen 1972 i München och har sedan dess varit med vid varje olympiskt sommarspel förutom vid spelen 1980 i Moskva som de bojkottade. De deltog i sitt första olympiska vinterspelen i samband med spelen 2022 i Peking
Saudiarabien har totalt vunnit fyra medaljer.

## Medaljer
| Guld | Silver | Brons | Totalt antal medaljer |
| ---- | ------ | ----- | --------------------- |
| 0    | 2      | 2     | 4                     |

### Medaljer efter sommarspel
| Spel                | Guld        | Silver      | Brons       | Totalt      |
| 1972 München        | 0           | 0           | 0           | 0           |
| 1976 Montréal       | 0           | 0           | 0           | 0           |
| 1980 Moskva         | Deltog inte | Deltog inte | Deltog inte | Deltog inte |
| 1984 Los Angeles    | 0           | 0           | 0           | 0           |
| 1988 Seoul          | 0           | 0           | 0           | 0           |
| 1992 Barcelona      | 0           | 0           | 0           | 0           |
| 1996 Atlanta        | 0           | 0           | 0           | 0           |
| 2000 Sydney         | 0           | 1           | 1           | 2           |
| 2004 Aten           | 0           | 0           | 0           | 0           |
| 2008 Peking         | 0           | 0           | 0           | 0           |
| 2012 London         | 0           | 0           | 1           | 1           |
| 2016 Rio de Janeiro | 0           | 0           | 0           | 0           |
| 2020 Japan          | 0           | 1           | 0           | 1           |
| 2024 Paris          | 0           | 0           | 0           | 0           |
| Totalt              | 0           | 2           | 2           | 4           |

### Medaljer efter sporter
| Sport     | Guld | Silver | Brons | Totalt |
| Friidrott | 0    | 1      | 0     | 1      |
| Karate    | 0    | 1      | 0     | 1      |
| Ridsport  | 0    | 0      | 2     | 2      |
| Totalt    | 0    | 2      | 2     | 4      |